# Sand (Troms)
Sand est une localité du comté de Troms, en Norvège.

## Géographie
Administrativement, Sand fait partie de la kommune de Balsfjord.